# It Is Finished
It Is Finished è un album dal vivo della cantante e pianista jazz Nina Simone, pubblicato nel 1974.

## Tracce
Lato A
1. The Pusher – 5:12 (Hoyt Axton)
2. Com' by H'Yere - Good Lord – 5:51 (Tradizionale)
3. Funkier Than a Mosquito's Tweeter – 5:21 (Aillene Bullock)
4. Mr. Bojangles – 4:53 (Jerry Jeff Walker)

Durata totale: 21:17
Lato B
1. I Want a Little Sugar in My Bowl – 5:54 (Nina Simone)
2. Dambala – 6:53 (Tony McKay)
3. Let It Be Me – 3:35 (Mann Curtis, Gilbert Becaud, Pierre Delance)
4. Obeah Woman – 6:17 (Tony McKay)

Durata totale: 22:39

## Musicisti
- Nina Simone - voce, pianoforte, arrangiamenti
- Harold Wheeler - conduttore musicale
- Avram Schackman - sitar, chitarra spagnola, chitarra acustica, basso
- Nadi Qamar - mama-likembi, tal viha, valiha, Guinea kuna
- Sam Wayman - armonie vocali (brano: Let It Be Me)